# Archip Ivanovič Kuindži
Archip Ivanovič Kuindži (rozený Kujumdži; Архи́п Ива́нович Куи́нджи, Архип Иванович Куинджи; 27. ledna 1842? Karasy, dnes část Mariupolu – 11. červencejul./ 24. července 1910greg. Petrohrad) byl ukrajinský malíř řeckého původu, který se věnoval především krajinomalbě.
Vyrůstal jako sirotek v Taganrogu, po dosažení dospělosti odešel do Petrohradu. Byl částečně malířský samouk, od roku 1868 však docházel do petrohradské Umělecké akademie. Byl blízký malířské skupině Peredvižnici, na jejíchž výstavách se účastnil. Jeho obraz Na ostrově Valaam byl prvním dílem, které Pavel Treťjakov zakoupil pro svou galerii.
Roku 1892 se stal profesorem Akademie, byl však vyhozen roku 1897 pro podporu studentských protestů. Roku 1909 inicioval založení Společnosti umělců, která později přijala jeho jméno. K jeho žákům patřili Arkadij Rylov, Nikolaj Konstantinovič Rerich a Konstantin Bogajevskij.

## Galerie

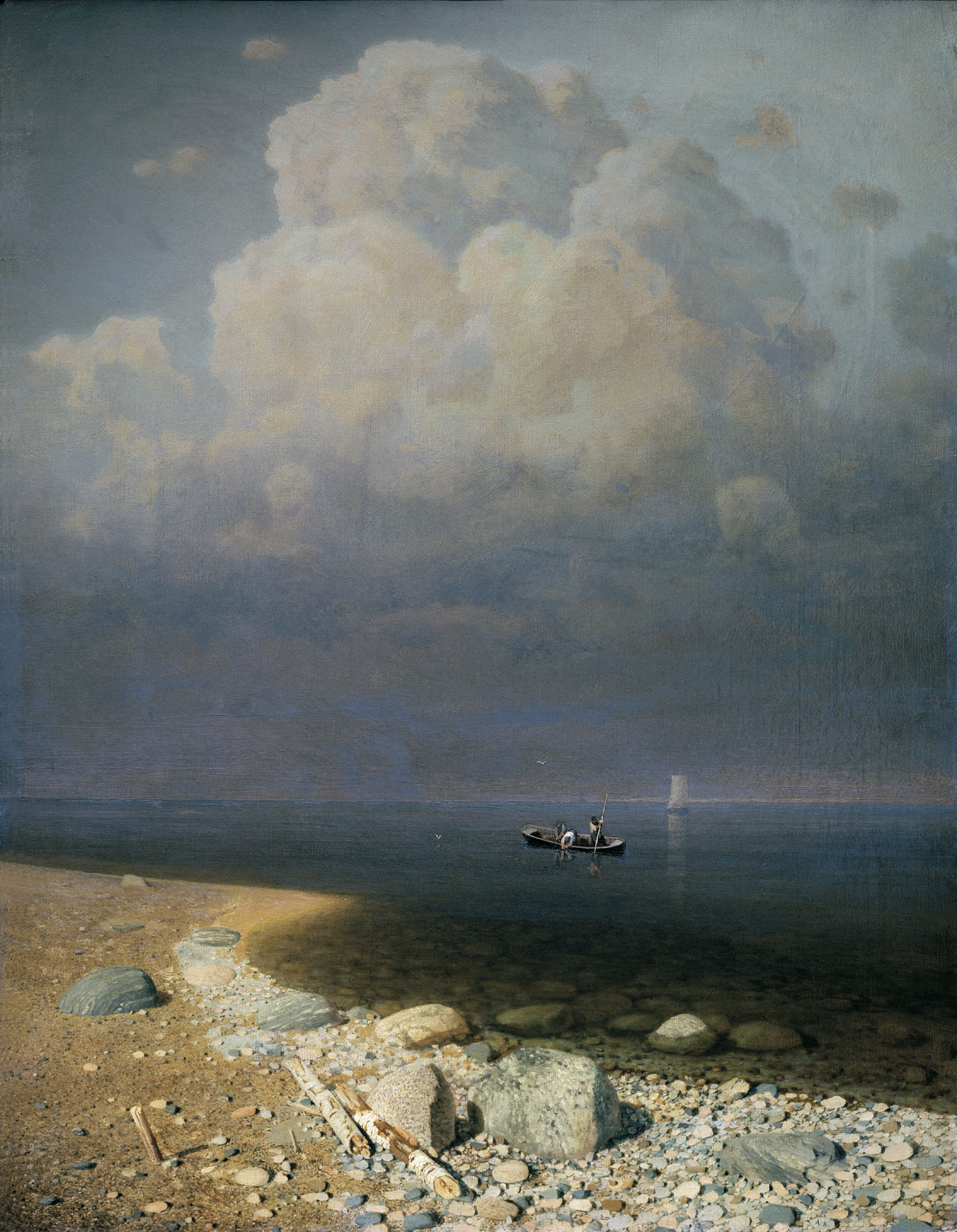
Ladožské jezero, 1871
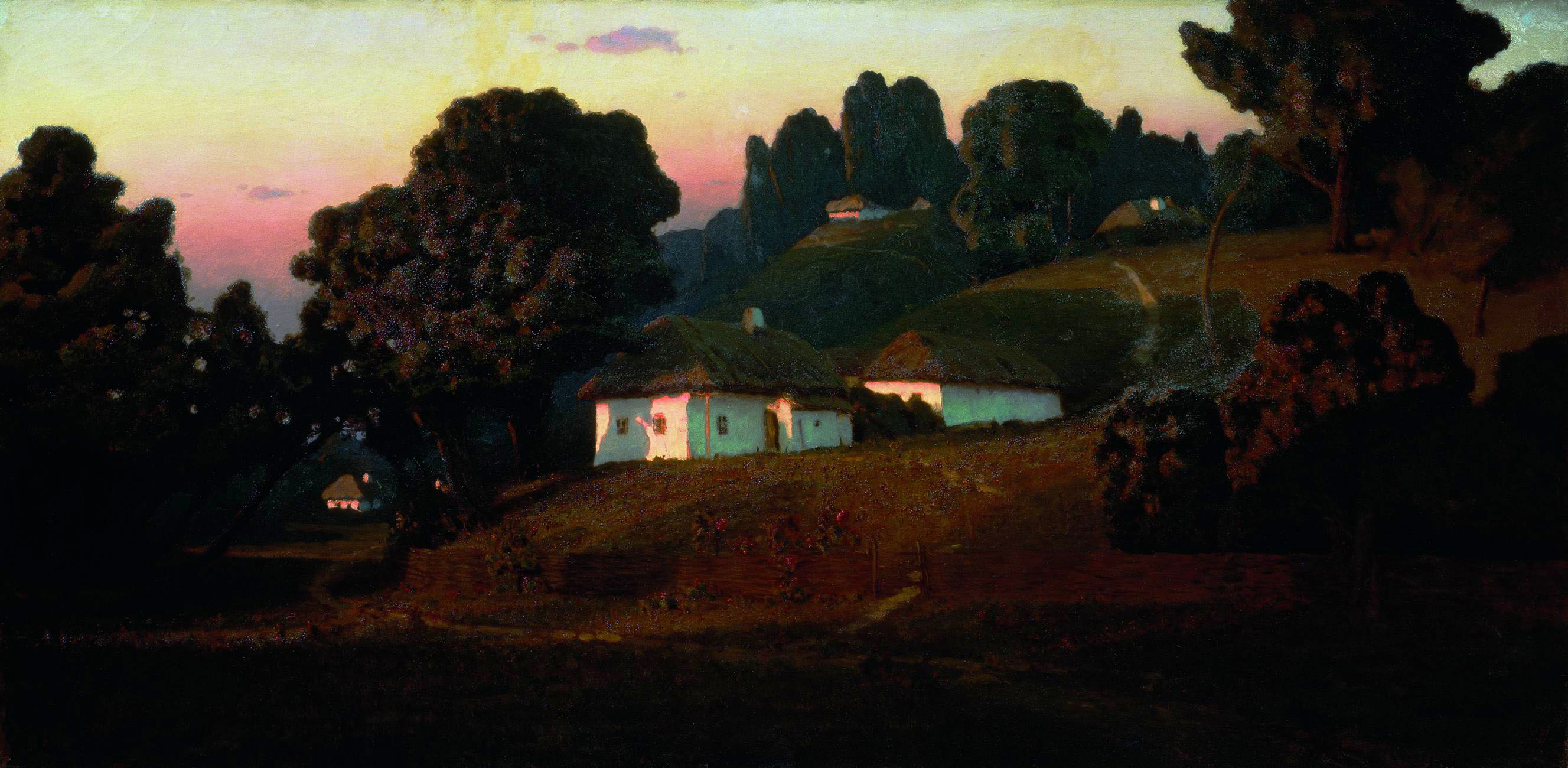
Večer na Ukrajině, 1878–1901
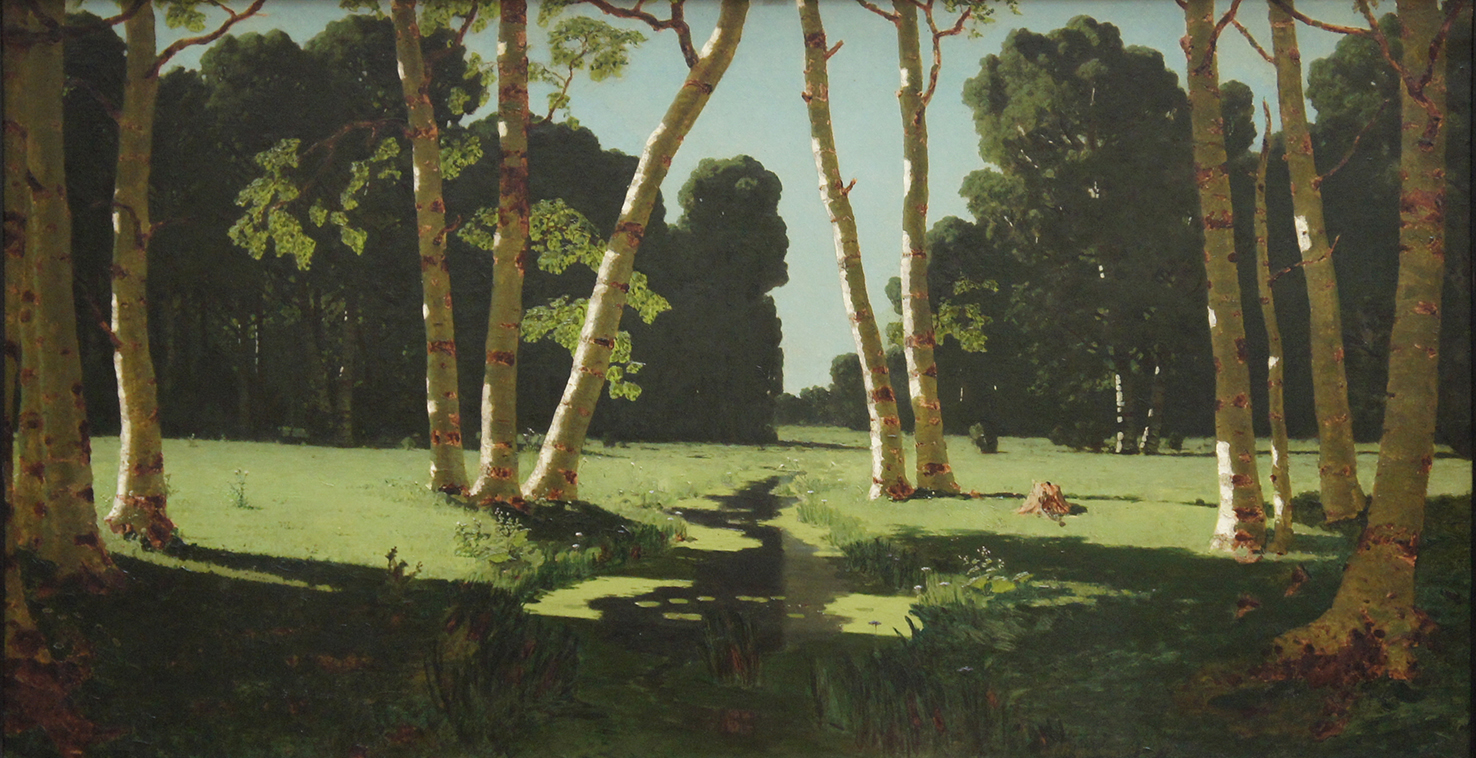
Březový háj, 1879
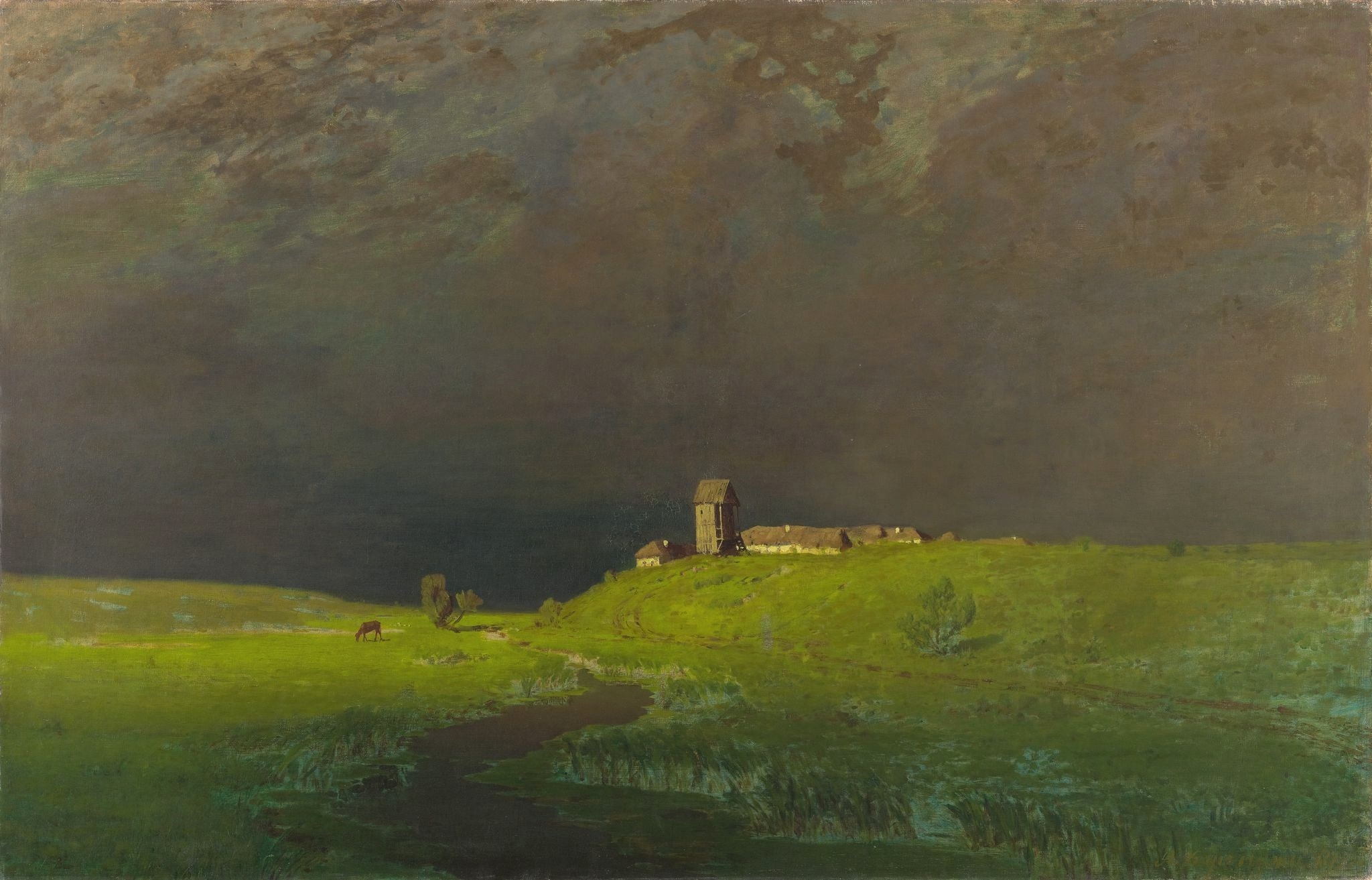
Po dešti, 1879
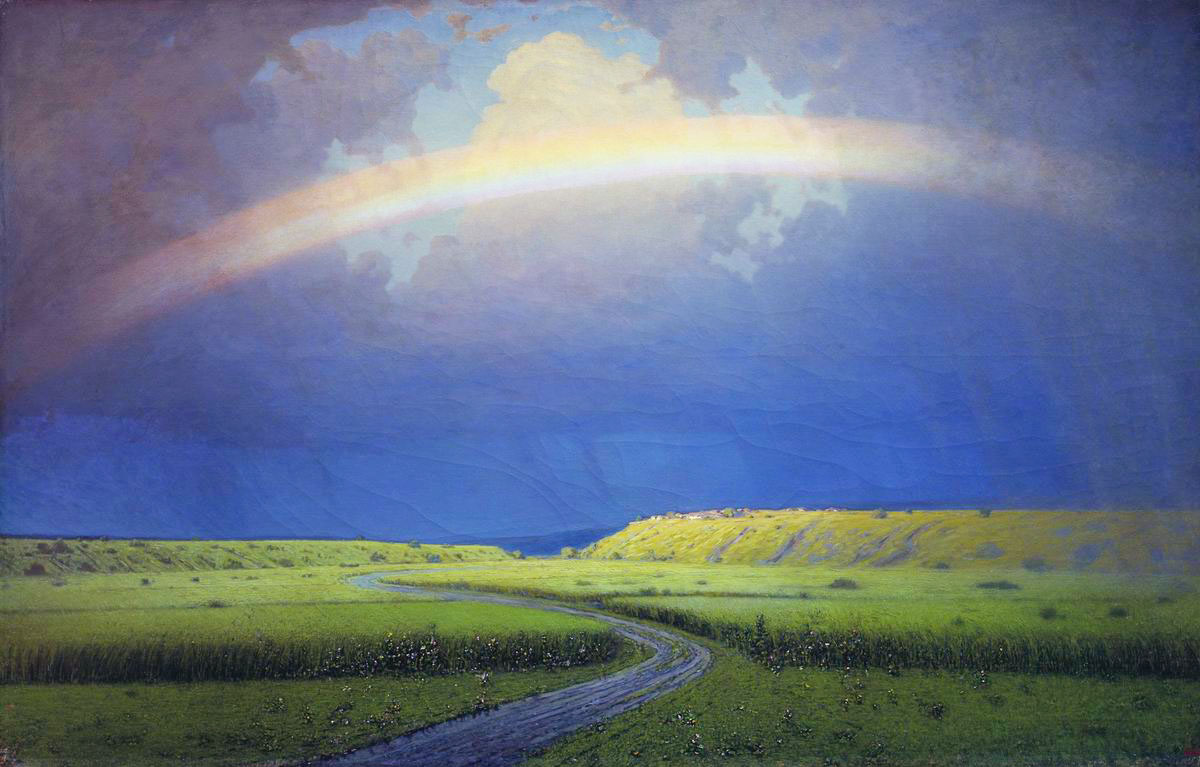
Duha, 1900–1905
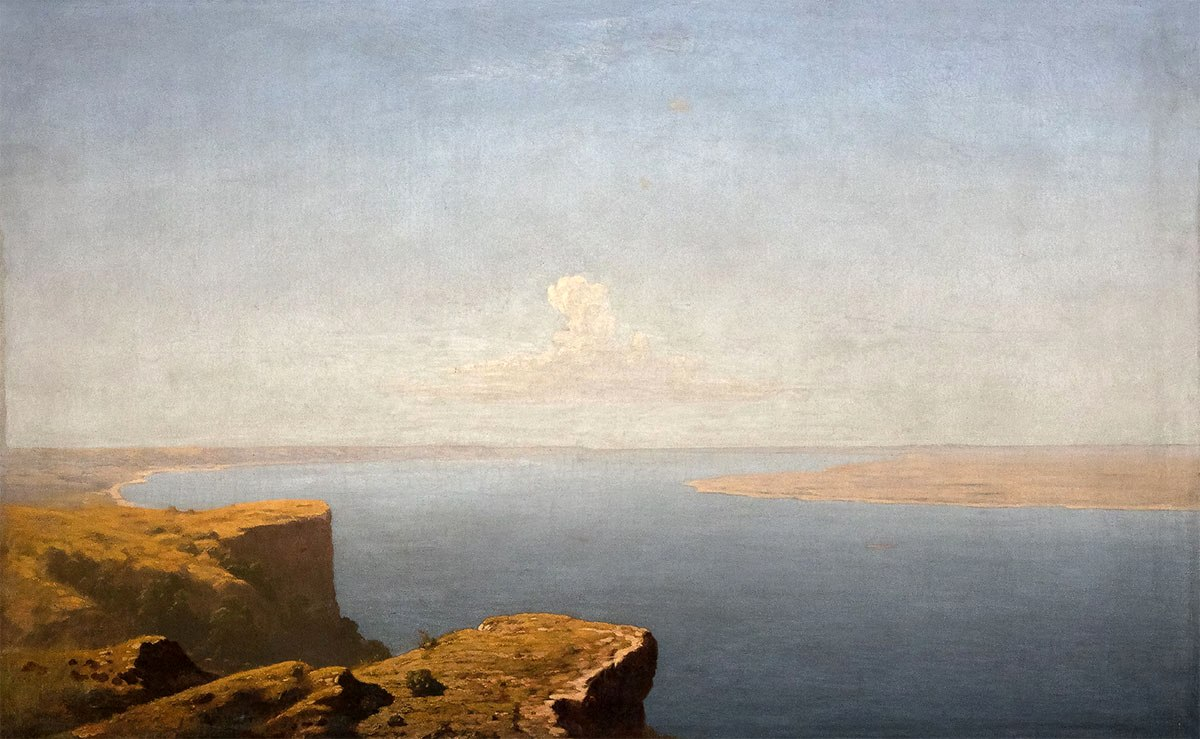
Volha
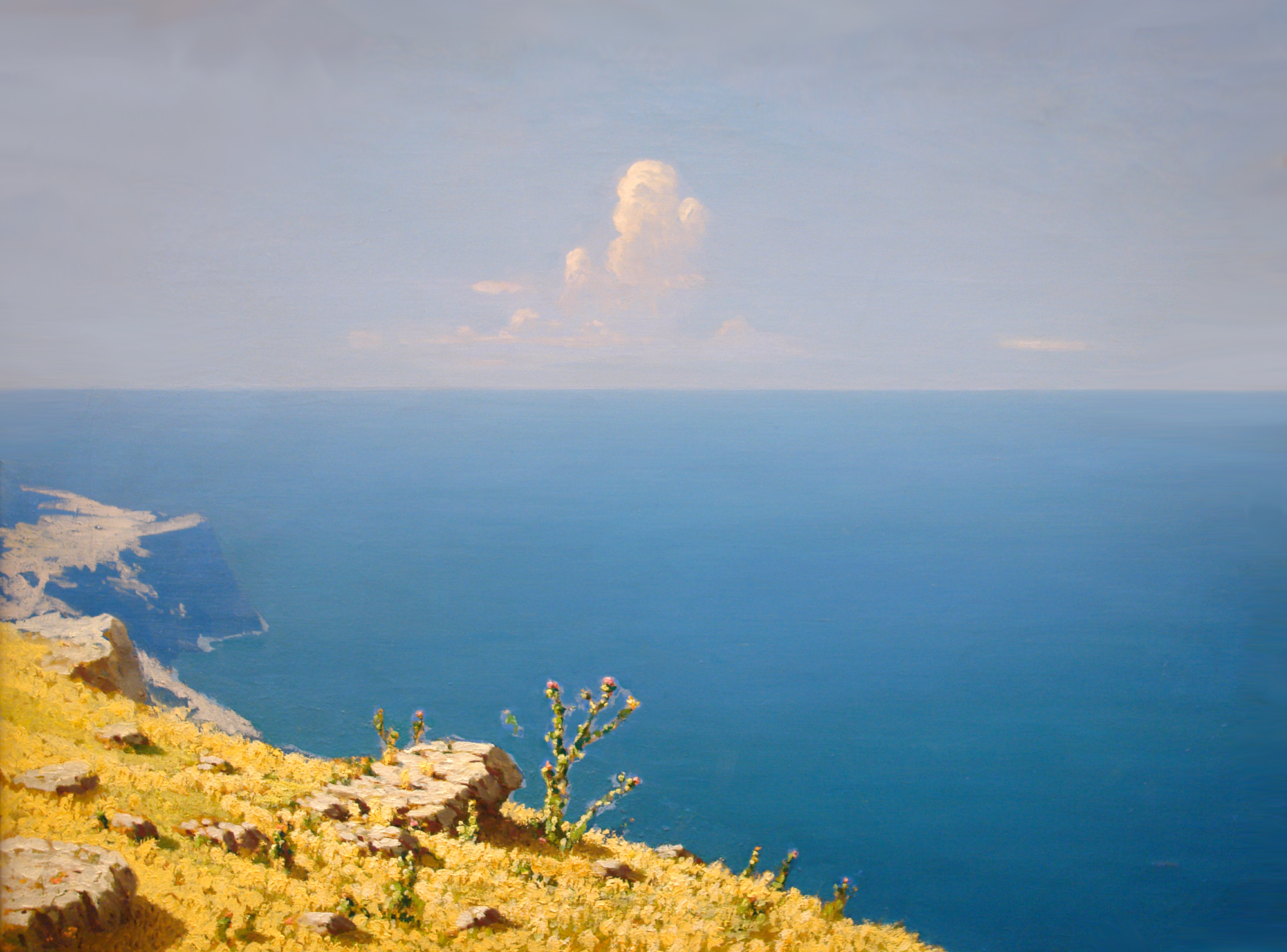
Moře, Krym